# Синдром микроделеции 1p31p32
Синдром микроделеции 1p31p32 (Del(1)(p31p32), моносомия 1p31p32) — редкая хромосомная аномалия. Встречается реже, чем 1 на 1 000 000 случаев. Представляет собой частичную утрату участка 31p32 короткого плеча хромосомы 1 с переменным фенотипом, в основном характеризующимся задержкой развития, агенезией/гипоплазией мозолистого тела и характерными чертами лица, такими как макроцефалия (вызванная гидроцефалией или вентрикуломегалией), микрогнатией, низко посаженными ушами, загнутыми вперед ноздрями и т. д. Также часто наблюдаются дефекты мочевыводящих путей (например, пузырно-мочеточниковый рефлюкс и энурез). Другие проблемы включают в себя судороги, гипотонию, нарушение функции спинного мозга и порок Киари I типа.